# Hellmuth Frey
Hellmuth Frey (* 20. Dezember 1901 in Tori, Estland; † 27. Dezember 1982 in Bielefeld) war ein deutsch-baltischer evangelischer Theologe, Krankenseelsorger, Alttestamentler und Mitbegründer der Bekenntnisbewegung Kein anderes Evangelium. Er war ein Kritiker der historisch-kritischen Bibelauslegung und vertrat eine pneumatische Exegese.

## Leben und Wirken
Frey studierte an der Universität Tartu zunächst Rechtswissenschaften, wandte sich aber dann der evangelischen Theologie zu, nachdem ihm während einer schweren Sinnkrise in einem Gottesdienst der Inneren Mission die Wirklichkeit Gottes bewusst geworden war. Nach dem Studium wurde er zuerst Pfarrer in der St. Johannisgemeinde in Dorpat, dann in der Kreuzkirchengemeinde in Lissa im Wartheland, wohin die Baltendeutschen umgesiedelt wurden.
Im Kirchenkampf ab 1933 stand Frey aktiv auf der Seite der Bekennenden Kirche. Nach dem Zweiten Weltkrieg arbeitete er als Krankenseelsorger in Bethel sowie als Dozent für Altes Testament an der Kirchlichen Hochschule Bethel.
Frey war ein Vertreter eines auf persönliche Gottesgemeinschaft gegründeten Christentums pietistischer und evangelikaler Ausprägung. Als solcher sah er die Gefahr einer sich weltanschaulich neutral gebenden historisch-kritischen Exegese, die die Bibel aber nur im Rahmen des von der Aufklärung vorgegebenen Wirklichkeitsverständnisses wahrnimmt. In seinem 1952 erschienenen Buch Das Wort ward Fleisch nannte er dies eine bis an die Wurzeln greifende Krise über Kirche, Theologie und Glaubensleben des Abendlandes. Zwar lehnte Frey historische Kritik nicht ganz ab und war durchaus bereit, zwischen verschiedenen Vertretern der historisch-kritischen Methode und ihren Ansätzen zu differenzieren; aber der Ansatz theologischer Exegese musste seiner Ansicht nach in einem reformatorisch bestimmten Inspirationsverständnis der Heiligen Schrift liegen und vom Heiligen Geist bestimmt werden. Denn der Bibelausleger brauche nicht eine bestimmte Methode, sondern ein geheiligtes Leben, damit der Heilige Geist durch den Prediger zu den Menschen sprechen könne. Die theologische Bedeutung Freys liegt vor allem in seinen Anregungen hinsichtlich dieses theologischen Ansatzes und weniger in exegetischen Einzelerkenntnissen. Auch anders arbeitende Theologen wie Rolf Rendtorff attestierten ihm einen ganzheitlichen Ansatz und weitsichtige Betrachtungsweise.
In den 1960er Jahren gehörte Frey mit Walter Künneth und Peter Beyerhaus zu den Mitbegründern der Bekenntnisbewegung Kein anderes Evangelium, die sich vor allem gegen den Einfluss der von Rudolf Bultmann und seinen Schülern ausgehenden existentialen Interpretation wandte. Er gehörte mit Armin Sierszyn auch zu den Mitbegründern des Betheler Freundeskreises, der sich ab 1966 traf, um über Alternativen zur historisch-kritischen Theologie nachzudenken.

## Schriften (Auswahl)
Für eine ausführliche Bibliografie siehe unter Literatur.
- Das Buch der Anfänge. Kapitel 1–11 des ersten Buches Mose, Band 1. Calwer Verlag, Stuttgart 1950.
- Das Buch des Glaubens. Kapitel 12–25 des ersten Buches Mose, Band 2. Calwer Verlag, Stuttgart.
- Das Buch des Kampfes. Kapitel 25–35 des ersten Buches Mose, Band 3. Calwer Verlag, Stuttgart, ISBN 978-3-7668-0046-6.
- Das Buch der Führung – Kapitel 36–50 des ersten Buches Mose. Für Freunde und Verächter der Bibel ausgelegt (= Die Botschaft des Alten Testaments, Erläuterungen alttestamentlicher Schriften. Band 4). Calwer Verlag, Stuttgart 1939 (4. Auflage 1964).
- Das Buch der Heimsuchung und des Auszugs. Kapitel 1–18 des zweiten Buches Mose (= Die Botschaft des Alten Testaments, Erläuterungen alttestamentlicher Schriften. Band 5). Calwer Verlag, Stuttgart 1965.
- Das Ziel aller Dinge – Auslegung der Offenbarung Johannis nach Bibelstunden. Calwer Verlag, Stuttgart 1951 (mehrere Auflagen mit neuem Untertitel: Seelsorgerliche Auslegung der Offenbarung. Verlag der Liebenzeller Mission, Bad Liebenzell 1977–1995, ISBN 3-88002-589-4).
- Das Buch der Weltpolitik Gottes – Kapitel 40-50 des Buches Jesaja (= Die Botschaft des Alten Testaments, Erläuterungen alttestamentlicher Schriften. Band 18). Calwer Verlag, Stuttgart 1958, 5. Auflage, ISBN 3-321-11112-8.
- Das Buch der Kirche in der Weltwende – die kleinen nachexilischen Propheten, Calwer Verlag, Stuttgart 1965.
- Das Buch des Werbens Gottes um seine Kirche – Der Prophet Hosea (= Die Botschaft des Alten Testaments, Erläuterungen alttestamentlicher Schriften. Band 23/2). Calwer Verlag, Stuttgart, ISBN 978-3-7668-0053-4.
- Die Frage nach dem Zeugnis von Jesus Christus heute. Die christologische Konzeption Willi Marxsens und ihre weltanschauliche Bestimmtheit. MBK-Verlag, Bad Salzuflen 1966.
- Die Krise der Theologie – Historische Kritik und pneumatische Auslegung im Lichte der Krise. 2. Auflage, Wuppertal 1972.
- Um den Ansatz theologischer Arbeit. In: Abraham unser Vater. Juden und Christen im Gespräch über die Bibel. Festschrift für Otto Michel, Leiden 1963, S. 153–180; Wiederabdruck in: Hellmuth Frey/Hans-Jürgen Peters, Geistliche Schriftauslegung, Edition Ichthys 1, Gießen 2001, ISBN 978-3-7655-9092-4, S. 11–39.
- Jesus allein oder Jesus und … Die Annäherung der Konfessionen. Verlag der Liebenzeller Mission, Bad Liebenzell 1974, ISBN 978-3-88002-013-9 (Neuer Untertitel: Zusammenschluss der Kirchen? Liebenzell 1997, ISBN 978-3-88002-630-8).
- Handkommentar zum Buch Jesaja – Kapitel 6 bis 12. Verlag der Liebenzeller Mission, Bad Liebenzell 1978, ISBN 978-3-88002-006-1.
- Handkommentar zum Buch Jesaja. Der Zusammenstoss des heiligen Gottes mit der Vermessenheit seiner Gemeinde (Jesaja Kapitel 1–5). Verlag der Liebenzeller Mission, Bad Liebenzell 1975, ISBN 978-3-88002-005-4.